# A Leiteira
A Leiteira (De Melkmeid ou Het Melkmeisje) é uma pintura em óleo sobre tela que representa uma "leiteira", de facto uma empregada de cozinha, feito pelo artista Johannes Vermeer. Está actualmente no Rijksmuseum em Amesterdão, Países Baixos, que o qualifica como "inquestionavelmente uma das maiores atracções do museu"
O ano exacto em que a pintura foi acabada é desconhecido, com estimativas a variar segundo a fonte. O Rijksmuseum estima que tenha sido concluído por volta de 1658. De acordo com o Metropolitan Museum of Art de Nova Iorque, foi pintado por volta de 1657 ou 1658. O site "Essential Vermeer" dá um intervalo maior, entre 1658 e 1661.